# Dorojnie, Bahciîsarai
Dorojnie (în ucraineană Дорожнє) este un sat în comuna Plodove din raionul Bahciîsarai, Republica Autonomă Crimeea, Ucraina.

## Demografie
Componența lingvistică a localității Dorojnie
     Rusă (51,93%)
     Tătară crimeeană (46,41%)
Conform recensământului din 2001, majoritatea populației localității Dorojnie era vorbitoare de rusă (51,93%), existând în minoritate și vorbitori de tătară crimeeană (46,41%).